# Julia Drusilla
Julia Drusilla (Iulia Drusilla), född 16 september 16 i Abitarvium, död 10 juni 38 i Rom, var dotter till Germanicus och Agrippina den äldre. Hon var syster till Julia Livilla, Agrippina den yngre, Nero, Drusus och Gaius Germanicus, mer känd som Caligula.
Julia Drusilla gifte sig 33 med konsuln Lucius Cassius Longinus. Hennes bror Caligula tvingade paret att skiljas år 37, och hon gifte sig därefter med broderns gunstling Marcus Aemilius Lepidus (död 39). Hon var mycket omtyckt av Caligula, som under sin sjukdom år 37 gjorde henne till sin arvinge. Hon blev då den första kvinna som dokumenterades som arvinge i ett kejserligt testamente. Julia Drusilla avled år 38, troligen i en feberepidemi. Efter sin död blev hon mycket saknad av Caligula, som utropade henne till gudinna under namnet "Panthea" ("Allgudinnan"), och sörjde henne offentligt som om han vore hennes änkling.

## Bilder

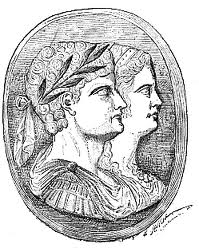
Caligula och Drusilla år 38 e.Kr. Reproduktion av kamé i sardonyx. Bibliothèque nationale de France i Paris.